# Farah Pahlavi
Farah Pahlavi (født Farah Diba; 14. oktober 1938 i Teheran, Iran) er tidligere dronning og kejserinde af Iran. Hun er eneste barn af kaptajn og diplomat Sohrab Diba og dennes hustru, Farideh Ghotbi.

## Biofeafi
Farah studerede i sin ungdom bl.a. arkitektur i Paris og det var her hun første gang mødte sin kommende mand, den 19 år ældre shah Mohammad Reza Pahlavi i 1959. Shahen havde allerede da været gift to gange, men havde endnu ikke en mandlig arving og behovet var derfor ved at være akut.
Parret blev gift den 21. december 1959, hvorefter den 21-årige Farah blev dronning af Iran. Parret fik fire børn:
1. Reza Pahlavi, kronprins af Iran (født 31. oktober 1960)
2. Farahnaz Pahlavi, prinsesse af Iran (født 12. marts 1963)
3. Ali Reza Pahlavi, prins af Iran (født 28. april 1966 og død 4. januar 2011)
4. Leila Pahlavi, prinsesse af Iran (født 27. marts 1970 og død 10. juni 2001)

Efter cirka otte år som dronning blev hun af sin mand kronet til kejserinde den 26. oktober 1967. Han udpegede hende desuden som sin stedfortræder, indtil parrets ældste søn fyldte 21 år.
Farah måtte sammen med sin mand og familie gå i eksil under den iranske revolution i 1979. Familien drog først til Egypten, men med det voksende krav fra den nye iranske regering om udlevering af shahen og hans familie, tvang familien videre først til Marokko, sidenhen Bahamas og Mexico. Undervejs var shahen blev alvorligt syg og blev midlertidigt behandlet på et sygehus i USA. Et asyl der blev afvist af Carter-regeringen og parret måtte atter rejse videre, først til Panama, men fra marts 1980 vendte de tilbage til Egypten. Her døde shahen den 27. juli 1980. 
Efter attentatet på den egyptiske præsident Anwar Sadat i oktober 1981, modtog Farah en invitation fra USA's præsident Ronald Reagan, hvorefter familien bosatte sig i det nordøstlige USA.